# Jagdschule

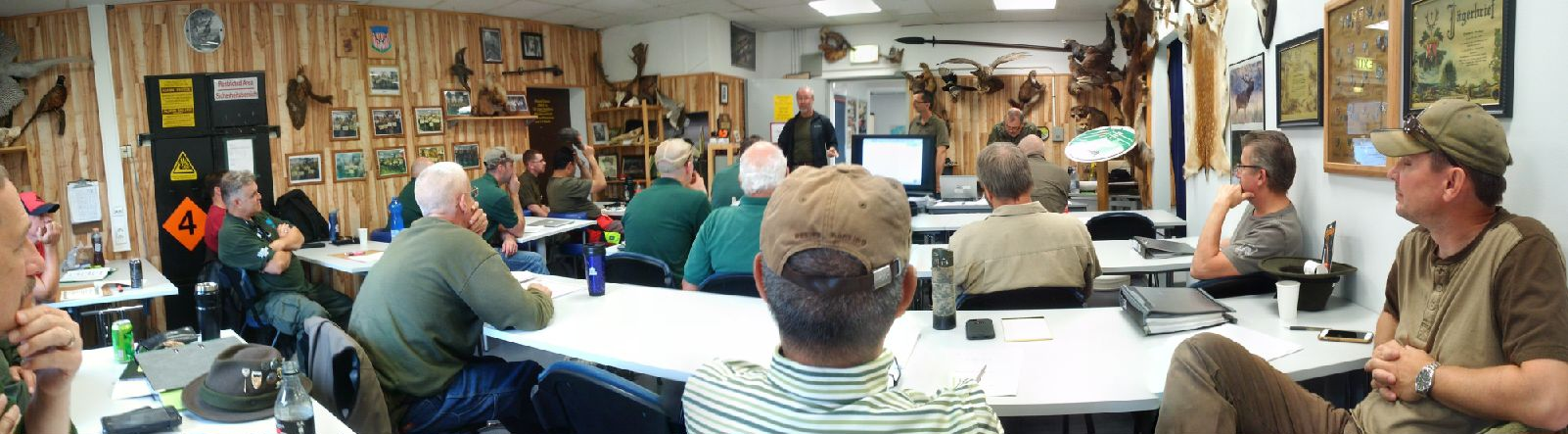
Jagdausbilder der US-Streitkräfte in Deutschland bei der Fortbildung in einer deutschen Jagdschule

Eine Jagdschule ist eine Einrichtung, die jagdliche Aus- und Fortbildungen anbietet.

## Deutschland
Um sich für die staatliche Jägerprüfung anmelden zu können, muss in elf von 16 Bundesländern eine theoretische und praktische Ausbildungszeit nachgewiesen werden. In den übrigen fünf Bundesländern – Berlin, Niedersachsen, Nordrhein-Westfalen, Sachsen und Sachsen-Anhalt – kann sich der Prüfungskandidat dagegen zur Prüfung melden, ohne vorher einen Ausbildungslehrgang besucht zu haben. Die von den Kreisjägerschaften angebotenen Kurse dauern in der Regel sechs bis neun Monate und umfassen mindestens 120 Stunden. Eine Jagdschule bereitet häufig in Kompaktkursen oder in Intensivlehrgängen auf die Jägerprüfung vor. Die Jägerprüfung ist eine Voraussetzung zum Erhalt des Jagdscheins.
Nur wenige Jagdschulen arbeiten ausschließlich mit Berufsjägern, in den meisten wird von erfahrenen Jagdpraktikern ohne besondere Prüfung oder Referenten aus anderen Berufsfeldern unterrichtet.

### Gütesiegel
In Baden-Württemberg wird an Jagdschulen vom Landesjagdverband (LJV) nach Überprüfung auf freiwilliger Basis ein Gütesiegel verteilt, das eine Gültigkeit von fünf Jahren hat.